# Янссенс, Вольке
Вольке Янссенс (нидерл. Wolke Janssens; род. 11 января 1995, Пер, Фламандский регион) — бельгийский футболист, защитник клуба «Сент-Трюйден».

## Клубная карьера
Янссенс — воспитанник клубов «Пеер СВ», «Босольт» и «Генк». В 2014 году игрок подписал контракт с «Дессел Спорт». 2 августа в матче против «Роял Юнион Тюбиз-Брен» он дебютировал в Челленджер Про Лига. 14 ноября в поединке против «Монса» Вольке забил свой первый гол за «Дессел Спорт». Летом 2016 года Янссенс подписал контракт с «Сент-Трюйден». 6 августа в матче против льежкого «Стандарда» он дебютировал Жюпиле лиге. 10 декабря в поединке против «Кортрейка» Вольке забил свой первый гол за «Сент-Трюйден». В начале 2018 года Янссенс был арендован клубом «Льерс». 6 января в матче против «Беерсхота» он дебютировал за новую команду. 17 апреля в поединке против «Зульте-Варегем» Вольке забил свой первый гол за «Льерс». По окончании аренды игрок вернулся в «Сент-Трюйден».